# تفاوت الرعاية الصحية
تفاوت الرعاية الصحية (تسمى أيضاً بالفوارق الصحية في بعض البلدان) تشير إلى الفوارق في الحصول على ما يكفي من الرعاية الصحية بين الأجناس والأعراق والمجموعات الاقتصادية والاجتماعية المختلفة. في الولايات المتحدة، النساء أكثر حظوظا للحصول على الرعاية الطبية الكافية من الرجال، بينما الأقليات العرقية أقل عرضة في الحصول على الرعاية الطبية المناسبة من العرق الأبيض، وضمن كل المجموعات، الأفراد ذوو المنزلة الاجتماعية والاقتصادية العالية هم أكثر احتمالاً في الحصول على الرعاية الطبية من الأفراد ذوي المنزلة الاجتماعية والاقتصادية الأدنى.

يرتبط تفاوت الرعاية الصحية في الولايات المتحدة ارتباطاً وثيقاً بالتفاوت الصحي، بحيث أن التفاوت الكبير في المستوى العام للصحة في الافراد يوجد أيضاً بين المجموعات الاقتصادية والاجتماعية المختلفة، فالمجموعات الاقتصادية والاجتماعية ذات الوضع المتدني تحصل بشكل عام على صحة أفقر ومعدلات عالية من الأمراض المزمنة تشمل ولا تقتصر على مرض السكري، والسمنة، وارتفاع ضغط الدم. المجموعات الاقتصادية والاجتماعية ذات الوضع المتدني تتلقى أيضاً رعاية صحية أولية أقل اتساعاً، وهي ترتبط بشكل ايجابي بالمستوى العام للصحة للمتلقِ.
إن التفاوت الصحي واضح في العالم الثالث بحيث أن أهمية الوصول العادل للرعاية الصحية هي أمر حاسم لتحقيق المرامي الإنمائية للألفية.

## تفاوت الرعاية الصحية والجنس
اٍن النتائج عند مقارنة التفاوت في الحصول على الرعاية الصحية الكافية والجنس مفاجئة بعض الشيء، مع حصول النساء في الولايات المتحدة عموماً على مستويات أعلى من الوصول إلى الرعاية. يمكن تفسير هذه الفوارق جزئياً من خلال النظر في معدلات التغطية التأمينية الشاملة (الخصخصة والمساعدة العامة) بين الرجال والنساء. ان اَثار بعض العوامل الاجتماعية والاقتصادية على مستويات التغطية بين الرجال والنساء، والفروق العامة بين الجنسين في مفاهيم الصحة والرعاية الصحية.

في الولايات المتحدة، النساء لديها وصول أفضل للرعاية الصحية، بشكل جزئي، لأن لديهن معدلات عالية من التأمين الصحي. في إحدى الدراسات لمجموعة من السكان في هارلم، 86% من النساء ذكرت حصولها على التأمين الصحي (الخصخصة والمساعدة العامة)، بينما 74% فقط من الرجال ذكروا حصولهم على أي تأمين صحي.هذا الاتجاه نحو اقرار النساء ارتفاع معدلات التغطية الشاملة ليس فريد من نوعه لهذه الفئة من السكان وممثلة لعامة السكان في الولايات المتحدة.
التصورات القائمة على الجنس للصحة والرعاية الصحية ربما تساعد في تفسير بعض أسباب تخلف الرجال وراء النساء في مستويات التغطية التأمينية. تقر النساء معدلات أعلى من المرض من الرجال، مما يمنع فكرة ان النساء أكثر مرضاً من الرجال. النساء المشار إليها هي أكثر حظوظاً للحصول على الرعاية الطبية وبالتالي فهي أكثر عرضة لامتلاك التأمين الطبي.
الفوارق المرتبطة بالجنس في الحصول على الرعاية الصحية ترتبط أيضاً بالعوامل الاجتماعية والاقتصادية بما في ذلك اختلافات سوق العمل الجغرافية ومستويات مختلفة من المساعدة الحكومية المتاحة للرجال والنساء. هناك انخفاض في فرص العمل مع التغطية التأمينية المتاحة للرجال والنساء الذين يعيشون في المجتمعات الفقيرة، وبهذه الفرص، تميل النساء إلى ان تشغل وظائف أكثر مع هذه الفوائد. المساعدة الحكومية المتاحة لهؤلاء الافراد من دون التغطية الوظيفية تختلف بين الرجال والنساء، مع النساء، ولاسيما النساء مع الأطفال، تحصل على نسبة مئوية أعلى من المساعدة العامة المتاحة من الرجال.أخيراً، ان التفاوت بين الرجال والنساء في الحصول على الرعاية الصحية الكافية يستند إلى حد كبير على القضايا الاجتماعية والاقتصادية بما في ذلك الدخل والعمل بدوام كامل، كما هو الحال بالنسبة للرجال والنساء ذوي مستويات الدخل المرتفعة والعمل بدوام كامل في تلقيهم فرص الحصول على رعاية صحية كافية.

## تفاوت الرعاية الصحية والعرق
المقالة الرئيسية: العرق والصحة

يوجد في الولايات المتحدة تاريحياً اختلافات في الصحة وفي الحصول على رعاية صحية مناسبة بين الأجناس، والشواهد الحالية تدعم الفكرة القائلة بأن هذه الفوارق العنصرية ما زالت قائمة وتشكل قضية صحية اجتماعية هامة. التفاوت في الحصول على الرعاية الصحية الكافية تشمل الاختلافات في نوعية الرعاية المبنية على أساس العرق والتغطية التأمينية الشاملة المبنية على أساس العرق.
مجلة الجمعية الطبية الأمريكية تحدد العرق كعامل محدد مهم في مستوى نوعية الرعاية، كما هو الحال بالنسبة لمجموعات الاقليات العرقية في تلقيها أقل كثافة واقل جودة للرعاية. الاقليات العرقية تتلقى رعاية وقائية أقل، يفحصون من قبل متخصصين بشكل أقل، ولديهم اجراءات تقنية وثمينة أقل من الأقليات غير العرقية
هناك أيضاً تفاوتات عنصرية كبيرة في الحصول على التغطية التأمينية، كالأقليات العرقية في حصولها عموماً على تغطية تأمينية أقل من الأقليات الغير عرقية. على سبيل المثال، الأمريكيون من أصل أسباني يميلون إلى الحصول على تغطية تأمينية أقل من الأمريكيين البيض، والحصول على الرعاية الطبية العادية بشكل أقل. مستوى التغطية التأمينية مرتبط بشكل أساسي مع مستوى الحصول على الرعاية الصحية بما في ذلك الرعاية الوقائية والاسعافية.

أخيراً، عدم المساواة في الرعاية الصحية في الولايات المتحدة هو بالتأكيد مسألة عرقية، فهناك تفاوت كبير في مستويات الحصول على الرعاية الصحية بين الأقليات العرقية والبيض، فمستوى حصول الاقليات العرقية على الرعاية الصحية الشاملة اقل وبشكل ملحوظ من مستوى حصول البيض عليها.

## التفاوت في الرعاية الصحية، والحالة الاٍجتماعية والاٍقتصادية
المقالة الرئيسية: الصحة والطبقة الاجتماعية

بينما يلعب النوع الاجتماعي والعرق دوراً هاماً في تفسير التفاوت في الرعاية الصحية، فان الظروف الاجتماعية والاقتصادية تشكل العامل الرئيسي في معدلات حصول الافراد على الرعاية الصحية، وليس مفاجئاً ان الافراد ذوي الظروف الاقتصادية والاجتماعية المتدنية في الولايات المتحدة يحصلون على مستوى أقل من الصحة العامة، التأمين الصحي، وأقل وصولاً للرعاية الصحية الشاملة.علاوة على ذلك، فان الافراد ذوي الظروف الاقتصادية والاجتماعية المتدنية يحصلون على تعليم أقل وغالباً ما يشغلون وظائف لا تعطي أهمية للصحة والخطط المساعدة، بينما الافراد الذين لديهم معايير عالية في أداء الوظائف من المرجح ان يشغلوا وظائف توفر التأمين الطبي.

## طالع أيضًا
- عدالة مكانية
- الأممية الطبية الكوبية
- الاضطرابات العقلية والجنس